# ژرمی مورل
ژرمی مورل (فرانسوی: Jérémy Morel‎؛ زادهٔ ۲ آوریل ۱۹۸۴) بازیکن فوتبال اهل ماداگاسکار است.
از باشگاه‌هایی که در آن بازی کرده‌است می‌توان به باشگاه فوتبال لوریان، المپیک مارسی، لیون و رن اشاره کرد.